# Rio Piên
Rio Piên är ett vattendrag i Brasilien.   Det ligger i delstaten Paraná, i den södra delen av landet, 1 200 km söder om huvudstaden Brasília.
I omgivningarna runt Rio Piên växer i huvudsak städsegrön lövskog. Runt Rio Piên är det ganska glesbefolkat, med 35 invånare per kvadratkilometer.